# Via Garibaldi

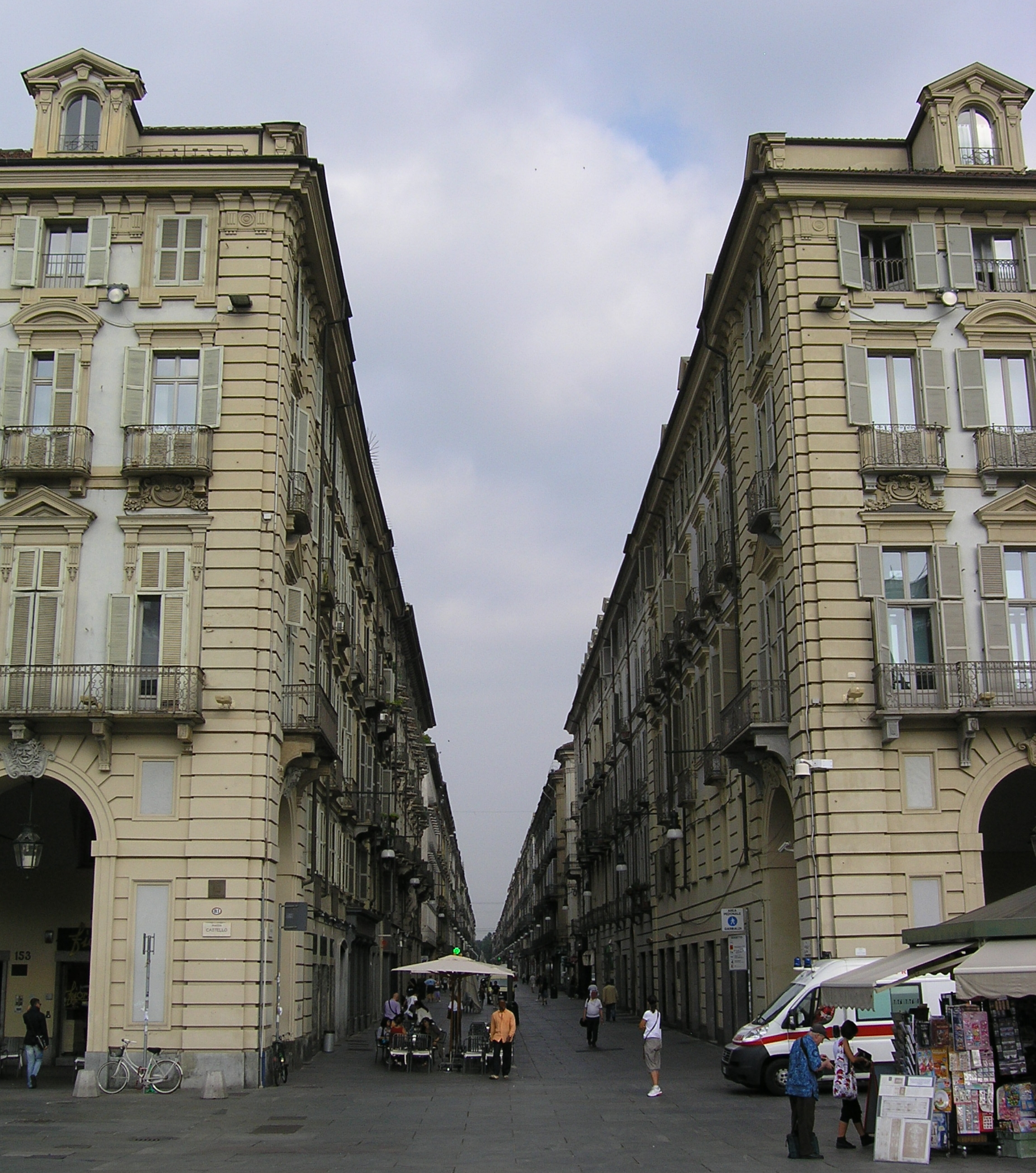
La Via Garibaldi vista desde la Piazza Castello.

La Via Garibaldi es una de las calles más importantes del centro de la ciudad de Turín, Italia.
Une la Piazza Castello con la Piazza Statuto y constituye la calle más antigua de la ciudad, originalmente uno de los ejes principales de la ciudad romana Augusta Taurinorum, que empezaba en la actual Piazza Castello y terminaba en la Via della Consolata.
Durante el reinado de Víctor Amadeo II se prolongó hasta el actual Corso Valdocco y en el siglo XIX se alargó hasta la Piazza Statuto mediante el último tramo de edificios con pórticos.
Ha sido desde siempre una calle importante de la ciudad, por su longitud y anchura. Hasta 1882 los turineses la denominaban Contrada di Dora Grossa.
Rodeada por palacios del siglo XVIII se considera, con sus 963 metros de longitud, la segunda calle peatonal más larga de Europa, tras la Rue Sainte-Catherine de Burdeos, Francia.

## Historia

### Dedecumanus maximusa Contrada di Dora Grossa

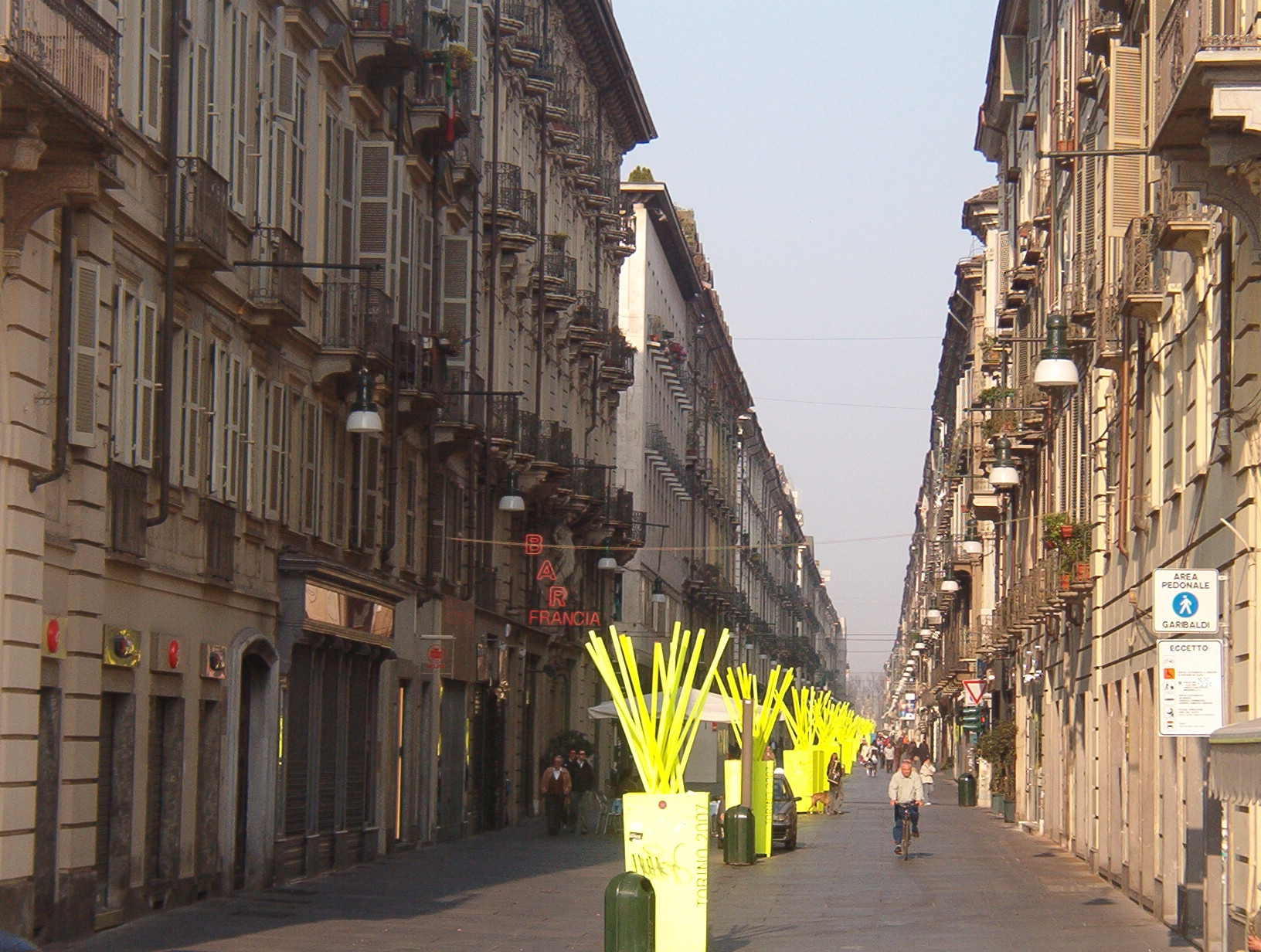
El inicio de la Via Garibaldi desde la Piazza Castello. Como se puede apreciar, la calle se decora a menudo con ocasión de festividades y acontecimientos de la ciudad.

La historia de la Via Garibaldi es tan antigua como la ciudad. En la época romana, era el decumanus maximus de la entonces Julia Augusta Taurinorum y constituía, junto con el cardo maximus (las actuales Via San Tommaso y Via Porta Palatina), uno de los dos ejes principales de la antigua ciudad romana, que entonces tenía apenas cinco mil habitantes y unía dos de las cuatro puertas de acceso a la ciudad: la Porta Decumana y la Porta Prætoria.
La Porta Decumana es todavía perceptible en las torres anteriores del Palazzo Madama de la Piazza Castello, mientras que la puerta occidental, la Porta Prætoria, se situaba en la actual Via Garibaldi, a la altura de la Via della Consolata.
La calle se deterioró durante los años posteriores a la caída del Imperio Romano de Occidente. Su anchura se redujo a apenas cuatro metros y estaba sin pavimentar, rodeada por edificios bajos de ladrillo y algunos ensanchamientos en correspondencia con los templos transformados en iglesias; en este tiempo se denominaba Strata Civitatis Taurini.
Sin embargo, mantuvo su importancia comercial: este era el recorrido que hacían los comerciantes que, atravesando Porta Segusina, cruzaban la ciudad. Precisamente por esto, uno de los varios nombres que la calle recibió fue "Via Sant'Espedito", protector de los comerciantes.
Con el tiempo la calle recibió el nombre de Contrada Dora Grossa. Este nombre se debió, con toda probabilidad, a un proyecto bastante curioso realizado por voluntad de Manuel Filiberto: en 1573 ordenó canalizar la cercana Dora y el agua de otros canales de la ciudad para utilizarla con el objetivo de limpiar las calles de la ciudad. En piemontese la palabra doira indica un pequeño torrente o arroyo y debido a que la nueva doira realizada a lo largo de la calle se había convertido en uno de los principales canales de la ciudad la calle recibió esta denominación.

### El nuevo trazado de laVia Dora Grossa

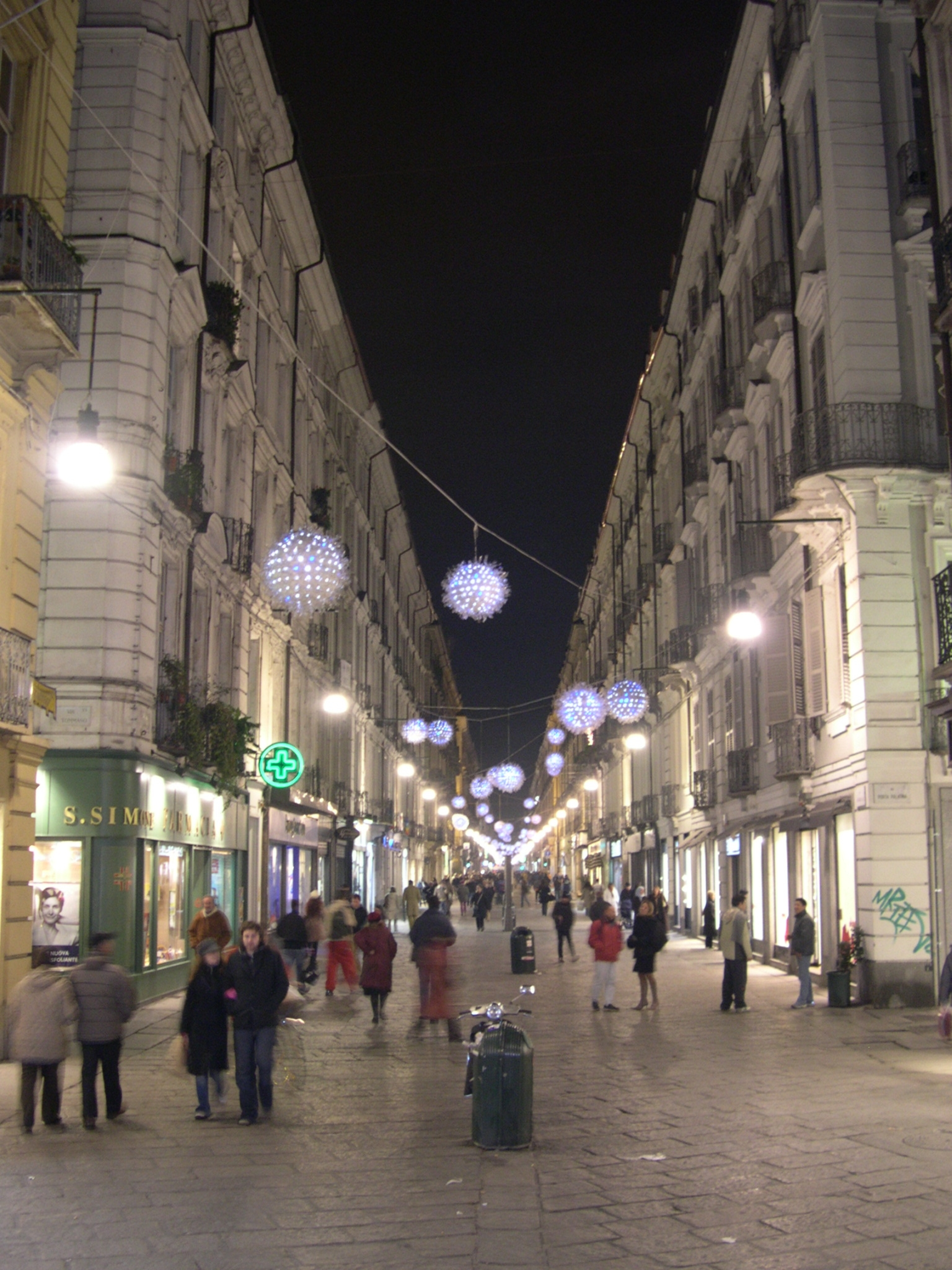
La esquina de la Via Garibaldi con la Via San Tommaso y la Via Porta Palatina durante Navidad.

Desde 1714 las obras ordenadas por Víctor Amadeo II de Saboya y continuadas por su sucesor Carlos Manuel III en colaboración con Filippo Juvarra, redefinieron el perímetro y prolongaron el trazado de la calle.
En el siglo XIX, tras nuevas ampliaciones de la ciudad, la Via Dora Grossa se unió a la Piazza Statuto.
Debido a que era la calle más importante de la ciudad, en la que se situaban muchos edificios importantes, ya desde 1730 estuvo dotada de aceras, en la actualidad consideradas con mucha probabilidad las más antiguas de Europa. También fue una de las pocas calles pavimentadas de Turín, en lugar de la tierra batida que caracterizaba las calles de la ciudad en esta época.
Modernizada durante todo el siglo XVIII, la Via Dora Grossa vio construir a sus lados espléndidas iglesias y aumentar más y más el prestigio de sus actividades comerciales.
Tras la ocupación francesa durante el periodo napoleónico la calle se renombró Rue du Mont-Cenise (Via Moncenisio), pero con el regreso de los Saboya en 1814 volvió a llamarse Via Dora Grossa.
Tras la unificación italiana, se dedicó a Giuseppe Garibaldi.
En 1979 se hizo totalmente peatonal, tras muchas discusiones y polémicas en la ciudad.

## Edificios de interés
Recorriendo la Via Garibaldi encontramos:
- Chiesa dei Santi Martiri
- Palazzo Scaglia di Verrua
- Palazzo Saluzzo di Paesana